# Humburky
Humburky é uma comuna checa localizada na região de Hradec Králové, distrito de Hradec Králové‎.